# Atlantic (Band)
Atlantic war eine britische AOR-Band.

## Geschichte
Im Sommer 1991 begann Simon Harrison (Stranger, Wish) ein Musikprojekt, um einen Titelsong für eine TV-Serie zu produzieren. Auf der Suche nach einer passenden Stimme stieß er auf den Sänger der Band ELO Part II (Quill, Trickster), Phil Bates. Des Weiteren kamen zur Band: Paul Hoare (Bass), Glenn Wiliams, Chris Taylor (Keyboard), Andy Duncan (Linx, Strange Behaviour), Phil Riden (Schlagzeug) und Andy van Evans (Gitarre). Auch für Background-Gesang wurden gute Stimmen aufgefahren: Tony Mills (SIAM, Shy), David Saylor, Pete Green und Jo Bates. Mit diesem großen Ensemble spielte man die einzige CD Power ein, die dann 1994 unter dem Label Music for Nations (für Großbritannien, in Deutschland Bellaphon) veröffentlicht wurde.

## Stil
Die Stücke zeigen einen ähnlichen Sound wie Boston, Foreigner und Journey. Die Stimme von Bates klingt in den Stücken ähnlich wie die von Lou Gramm.

## Besonderes
In AOR-Fankreisen sind die Stücke der Scheibe der Inbegriff guten AORs. Griffige, eingängige Stücke mit ausgearbeitetem Gitarrenspiel und der besonderen Stimme von Phil Bates. Die Preise für die seltenen CDs liegen zwischen 30 und 100 €. 2008 wurde, unter dem Label von Escape Music, die CD neu herausgegeben. Darauf gibt es einen Bonustrack namens Heart on Fire. Die Gesamtspieldauer beträgt circa 44 Minuten.

## Diskografie
- 1994: Power (Album, Music for Nations)